# Estadio Ergilio Hato
El Estadio Ergilio Hato También conocido como Centro Deportivo de Curazao Ergilio Hato (en papiamento Sentro Deportivo Korsou SDK en Neerlandés: Ergilio Hatostadion) es un recinto deportivo de usos múltiples ubicado en Willemstad, la capital de Curazao una dependencia (país autónomo) de los Países Bajos en las Antillas Menores. es el estadio más grande de la isla, con una capacidad para 15 000 espectadores. 
Originalmente el estadio fue usado como sede de la Selección de las Antillas Neerlandesas que se disolvió cuando esta entidad desapareció en 2010. 
El estadio se utiliza actualmente sobre todo para partidos de fútbol, siendo también el estadio predilecto de la selección de fútbol de Curazao. Lleva el nombre de Ergilio Hato, haciendo homenaje a un legendario jugador de fútbol de la isla conocido en su momento como “El Pantera Negra” .
El estadio fue sometido a una serie de remodelaciones en el año 2013 para mejorar su infraestructura y hacerlo más adecuado para las competiciones internacionales que suele recibir. Recibió partidos de la Liga de Naciones de la Concacaf en 2019 y 2020.